# Emilia Martí Lacal
Blahoslavená Emilia Martí Lacal, řeholním jménem María od Neposkvrněného početí (9. listopadu 1861, Carlet – 20. listopadu 1936, Paterna) byla španělská římskokatolická řeholnice kongregace Sester křesťanské doktríny a mučednice.

## Život
Narodila se 9. listopadu 1861 v Carlet jako dcera Vicenta a Maríe.
Roku 1885 vstoupila do kongregace Sester křesťanské doktríny, přijala jméno María od Neposkvrněného početí a věnovala se zejména mladým lidem ze Sollany, které učila jak se modlit. Dále se věnovala výuce šití.
Po národním povstání za Španělské občanské války dne 18. července 1936 jí a jejím spolusestrám bylo přikázáno od generální představené matky bl. Ángeles od sv. Josefa, aby odešly do soukromého domu na Maestro Chapí na okraji Valencie. V této době probíhalo protikatolické pronásledování. Zde se sestry s matkou představenou ukrývaly. Milicionáři zjistili jejich úkryt a 19. listopadu je přišli zatknout. Druhý den byly matka Ángeles, sestra María a dalších 13 sester odvedeny na jízdárnu Picadero de Paterna blízko Valencie. Po krutém mučení a zesměšňování byly sestry zastřeleny.

## Proces blahořečení
Její proces blahořečení byl zahájen 5. července 1965 v arcidiecézi Valencia spolu s dalšími šestnácti spolusestrami křesťanské doktríny.
Dne 6. července 1993 uznal papež sv. Jan Pavel II. jejich mučednictví. Blahořečeny byli 1. října 1995 spolu s dalšími 45 mučedníky Španělské občanské války.